# Villarrabé
Villarrabé ist ein Ort und eine nordspanische Gemeinde (municipio) mit 176 Einwohnern (Stand: 2024) in der Provinz Palencia der Autonomen Gemeinschaft Kastilien-León. Neben dem namensgebenden Ort Villarrabé gehören die Ortschaften San Llorente del Páramo, San Martín del Valle und Villambroz zur Gemeinde.

## Lage und Klima
Villarrabé liegt in der altkastilischen Meseta in einer Höhe von ca. 890 m. Die Provinzhauptstadt Palencia befindet sich gut 42 km (Fahrtstrecke) südsüdöstlich. Das Klima im Winter ist kühl, im Sommer dagegen trotz der Höhenlage gemäßigt bis warm; Niederschläge (ca. 659 mm/Jahr) fallen überwiegend im Winterhalbjahr.

## Bevölkerungsentwicklung
| Jahr      | 1970 | 1981 | 1991 | 2001 | 2011 | 2021 |
| Einwohner | 634  | 355  | 308  | 277  | 269  | 186  |

## Sehenswürdigkeiten
- Ineskirche in Villambroz
- Laurentiuskirche in San Llorente del Páramo
- Pelagiiuskirche in Villarrabé